# Europese weg 012
De Europese Weg 012 of E012 is een Europese weg die loopt van Almaty in Kazachstan naar Qorghas (Қорғас) in Kazachstan.

## Algemeen
De Europese weg 012 is een Klasse B-verbindingsweg en verbindt het Kazachse Almaty met het Kazachse Qorghas komt hiermee op een afstand van ongeveer 300 kilometer. De route is door de UNECE als volgt vastgelegd: Qorghas (Қорғас) – Shonzha (Шонжа) - Kökpek (Көкпек). In 2002/2003 is besloten om de delen Almaty - Kökpek (Көкпек) en Shonzha (Шонжа) - Köktal (Көктал) toe te voegen aan de E012. Het huidige traject is daarmee als volgt vastgelegd: Almaty (Алматы) - Kökpek (Көкпек) - Shonzha (Шонжа) - Köktal (Көктал) - Qorghas (Қорғас).